# Kernkraftwerk Kaliningrad
Das Kernkraftwerk Kaliningrad (russisch Калининградская АЭС [anhörenⓘ], auch Kernkraftwerk Neman, russisch Неманская АЭС, offiziell Kernkraftwerk Baltijskaja, russisch Балтийская АЭС [anhörenⓘ]) ist eine Investitionsruine in der Oblast Kaliningrad nahe der Stadt Neman (dt. Ragnit) an der russisch-litauischen Grenze, die ursprünglich bis 2016 ein Kernkraftwerk werden sollte, Anfang 2013 befand es sich in einer frühen Bauphase. Nach Angaben der Umweltschutzorganisation Global 2000 sagte der russische Präsident Wladimir Putin das Projekt im Mai 2013 ab, eine offizielle Bestätigung stand anfangs aus. Im November 2015 verkündete der russische Energieminister, dass die Bauarbeiten in absehbarer Zeit nicht wieder aufgenommen werden, als Grund gab er veränderte wirtschaftliche Bedingungen an.

## Geschichte
Das Kraftwerk mit zwei Kernreaktoren vom Typ WWER-1200 (AES-2006) von Atomenergoprojekt Sankt Petersburg mit jeweils 1200 MW wurde im Februar 2008 von der Firma InterRAO EES vorgeschlagen, es sollte einen großen Teil der erzeugten Energie exportieren. Es sollte 13 Kilometer südöstlich der Stadt Neman errichtet werden, 6 Milliarden Euro kosten und analog zum geplanten Neubau des Kernkraftwerks Visaginas gebaut werden.
Es war geplant, den Strom nach Deutschland und St. Petersburg zu exportieren. Die Bauarbeiten für den ersten Block haben im April 2011 begonnen, die Arbeiten für den zweiten Block sollten eineinhalb Jahre später beginnen. Geplant war, dass das Kernkraftwerk ab 2016 Elektrizität in das Netz einspeist. Der Plan führte Mitte 2008 zu einer Änderung des föderalen Zielprogrammes von 2007. Der Bau wurde im August 2008 von Rosatom genehmigt. Der tschechische Energieversorger ČEZ zeigte Interesse an dem Projekt. Später aber wurde die Inbetriebnahme um ein Jahr (bis 2017) verschoben.
Litauen äußerte Bedenken gegen das Projekt und beantragte dagegen eine Resolution bei der Europäischen Union, die den Bau allerdings nach Einschätzung von EnergoAtom nicht hätte aufhalten können. Zudem habe Litauen öffentlich abgelehnt, die erzeugte Elektrizität aus diesem Kernkraftwerk zu kaufen; diese Anlage war unter anderem zum Export von Strom in andere Länder geplant worden.
2014 wurde das Projekt infolge eines Beschlusses des russischen Präsidenten Putin zunächst ausgesetzt. Am 30. Dezember 2015 wurde es laut einer Mitteilung des russischen Energiewirtschaftsministers, Alexander Nowak, endgültig aufgegeben, da es nicht gelungen war, weitere Investoren zu finden. Trotz dieser Aussage erklärte der russische Infrastrukturminister Igor Kalinin im Juni 2016, dass das Projekt fertiggebaut würde, aber nicht im vorgegebenen Zeitraum.

## Daten der Reaktorblöcke
Das Kernkraftwerk Kaliningrad sollte zwei Blöcke bekommen:
| Reaktorblock  | Reaktortyp           | Netto- leistung | Brutto- leistung | Baubeginn  | Netzsyn- chronisation | Kommerzi- eller Betrieb | Abschal- tung |
| ------------- | -------------------- | --------------- | ---------------- | ---------- | --------------------- | ----------------------- | ------------- |
| Kaliningrad-1 | WWER-1200 (AES-2006) | 1109 MW         | 1194 MW          | 24.02.2012 |                       |                         |               |

## Außenpolitischer Hintergrund
Die litauische Regierung informierte im Oktober 2011 die Europäische Kommission formell über Pläne zum Bau eines neuen Kernkraftwerks, des Kernkraftwerks Visaginas: Litauen, Estland, Lettland und Polen planten, zusammen einen 'fortgeschrittenen Siedewasserreaktor' der 1300-MW-Klasse zu bauen, dieses Projekt wurde nach einem Regierungswechsel 2014 stillgelegt und hätte mit dem Kernkraftwerk Kaliningrad konkurriert.